# Itanhaém
Itanhaém este un oraș în São Paulo (SP), Brazilia.